# NGC 5846
إن جي سي 5846 (بالألمانية: NGC 5846) التي يرمز لها بالرمز NGC 5846، هي مجرة، في كوكبة العذراء.

## الاكتشاف
اكتشفت في 24 فبراير 1786، بواسطة ويليام هيرشل.